# Bette Midler Sings the Rosemary Clooney Songbook
Bette Midler Sings the Rosemary Clooney Songbook è l'undicesimo album in studio della cantante statunitense Bette Midler, pubblicato nel 2003.
Si tratta di un album tributo a Rosemary Clooney.

## Tracce
1. You'll Never Know (Mack Gordon, Harry Warren) – 1:44
2. This Ole House (Stuart Hamblen) – 3:02
3. On a Slow Boat to China (Frank Loesser) – 2:31 – Duet With Barry Manilow
4. Hey There (Richard Adler, Jerry Ross) – 3:30
5. Tenderly (Walter Lloyd Gross, Jack Lawrence) – 3:11
6. Come On-a My House (Ross Bagdasarian Sr., William Saroyan) – 1:50
7. Mambo Italiano (Bob Merrill) – 2:50
8. Sisters (Irving Berlin) – 2:53 – Duet with Linda Ronstadt
9. Memories of You (Eubie Blake, Andy Razaf) – 3:20
10. In the Cool, Cool, Cool of the Evening (Hoagy Carmichael, Johnny Mercer) – 2:44
11. White Christmas (Irving Berlin) – 3:16